# Djédefptah
Djédefptah, signifiant il endure comme Ptah (forme hellénisé : Thamphthis), est un souverain hypothétique de la IVe dynastie de l'Ancien Empire, qui aurait régné vers 2500 avant notre ère pendant deux à neuf ans. Son nom égyptien lui-même est perdu, mais il aurait pu être Djédefptah selon William C. Hayes. Djédefptah est l'un des rois les plus obscurs de l'Ancien Empire, puisqu'il est totalement inconnu des sources contemporaines. Pour cette raison, sa figure historique est intensément discutée par les historiens et les égyptologues.

## Contexte
Le nom de Thamphthis a d'abord été trouvé dans les écrits citant les travaux, aujourd'hui disparus, de Manéthon, les Ægyptiaca. Ainsi, Africanus lui compte neuf ans de règne et Eusebius quarante-huit ans. La table de Saqqarah compte cinq espaces lacunaires entre Khéphren et Ouserkaf, dont deux sont sans nul doute à dédier à Mykérinos et à Chepseskaf. Le Canon royal de Turin (3.16) a une lacune sur son nom et lui en compte deux ans de règne. Il n'est pas cité dans la liste d'Abydos. Les égyptologues essaient donc de relier ce nom avec les rois contemporains pour construire une chronologie continue, ce qui provoque des controverses et des débats.
Dès 1887, Edouard Meyer considérait Djédefptah comme un simple usurpateur, qui n'avait pas le droit d'être mentionné dans les annales royales ou d'avoir son propre culte mortuaire parce qu'il avait obtenu le trône illégitimement. Peter Jánosi va plus loin et dit que Djédefptah n'a jamais existé, en raison du manque de preuves archéologiques. Il prétend que Djédefptah devrait être effacé de la liste moderne des rois égyptiens.
Winfried Seipel et Hermann Alexander Schlögl postulent plutôt que la figure historique derrière Djédefptah aurait pu être la reine Khentkaous Ire. Cette théorie est soutenue par le fait que Khentkaous Ire a été représentée dans son temple mortuaire comme un roi dirigeant avec une coiffure némès, la barbe postiche et le diadème uræus sur son front. Mais cette théorie est problématique puisque le nom de Khentkaous Ire n'apparaît jamais dans un serekh ou un cartouche royal.
Wolfgang Helck fait remarquer que Khentkaous Ire aurait pu être la mère de Djédefptah, donc Djédefptah aurait été le fils du roi Chepseskaf. En tant qu'épouse possible de Djédefptah, il propose une princesse nommée Bounefer, qui était prêtresse de Chepseskaf et aurait pu être également sa fille,.
Les inscriptions sur les tombes de plusieurs hauts fonctionnaires, princes et prêtres ne conservent aucune preuve qu'un conflit politique interne a éclaté ou qu'un usurpateur a pris le trône d'Égypte. Le prince Sekhemkarê raconte sa carrière sous les rois Khéphren, Mykérinos, Chepseskaf, Ouserkaf et même Sahourê, mais ne fait aucune mention de Djédefptah. Il en va de même pour le haut fonctionnaire Netjer-pou-nesout, qui a été honoré sous les rois Djédefrê, Khéphren, Mykérinos, Chepseskaf, Ouserkaf et Sahourê. Le grand prêtre Ptahchepsès Ier (né sous Mykérinos et mort sous Niouserrê) et les fonctionnaires qui servaient sous le roi Niouserrê et s'occupaient des cultes mortuaires des rois Mykérinos et Chepseskaf ne faisaient pas non plus référence à Djédefptah. Patrick F. O'Mara, dans un article du GM 158, note qu'« aucune tombe privée des monuments royaux dans les cimetières de Gizeh et de Saqqarah n'enregistre le nom d'autres rois [à l'exception de ceux mentionnés ci-dessus] de la IVe dynastie. Aucun nom de succession de l'époque composé de noms royaux ne mentionne d'autres rois de la IVe dynastie que ceux-ci, pas plus que les noms des petits-enfants royaux, qui portent souvent le nom d'un ancêtre royal comme composante de leur propre nom. »
L'absence d'attestations contemporaines pour Djédefptah ne prouve pas en soi qu'il était un faux roi ou un roi fantôme puisqu'il aurait pu être un souverain de courte durée de la quatrième dynastie. La stèle du fonctionnaire de la cinquième dynastie Khaou-Ptah est instructive : alors que ce fonctionnaire énumère sa carrière dans une séquence ininterrompue de Sahourê, Néferirkarê, Néferefrê et Niouserrê, il omet complètement Chepseskarê. Chepseskarê n'a probablement gouverné l'Égypte que pendant très peu de temps, à en juger par la rareté des objets contemporains de son règne. Ceci est établi par l'existence de deux sceaux cylindriques l'identifiant et de quatre ou cinq fragments de sceaux d'argile portant son nom. Plus récemment, plusieurs nouveaux seaux de Chepseskarê trouvés à Abousir montrent également que Chepseskarê existait. Miroslav Verner soutient que le contexte archéologique des sceaux montre que Chepseskarê a succédé à Néferefrê (et non l'inverse comme Manéthon et le Canon royal de Turin) et qu'il fut rapidement remplacé par Niouserrê, frère de Néferefrê, après un règne très bref. Ce règne très court expliquerait l'omission surprenante de Chepseskarê par Khaou-Ptah. Mais il n'y a aucune preuve de difficultés dynastiques à la fin de la quatrième dynastie et l'absence totale d'attestations contemporaines pour Djédefptah est une preuve solide pour le considérer comme un roi fantôme. Dans cette situation, le chiffre de deux ans qui lui a été attribué par les documents égyptiens ultérieurs pourrait éventuellement s'ajouter au règne actuel de quatre ans de Chepseskaf.